# Francis Harvey
Francis John William Harvey, född den 29 april 1873 i Kent, Storbritannien, död ombord på slagkryssaren HMS Lion i Nordsjön den 31 maj 1916, var en engelsk major som postumt erhöll Victoriakorset för sina insatser vid Skagerrakslaget under första världskriget.

## Biografi
Harvey värvades 1892 till Storbritanniens marinkår (Royal Marine Light Infantry) och utbildade sig till vapenofficer. Den 12 februari 2013 mönstrade Harvey på HMS Lion, med vilken han under första världskrigets två första år deltog i såväl det första slaget vid Helgolandsbukten som slaget vid Doggers bankar.
På eftermiddagen den 31 maj 1946 besköts HMS Lion av den tyska slagkryssaren SMS Lützow i inledningen av Skagerrakslaget. HMS Lions förlorade "Q"-tornet och ett dussintal besättningsmedlemmar samtidigt som elden kom lös i ett ammunitionsförråd. Harvey skadades allvarligt, men lyckades ändå samordna en insats för tillsluta och vattenfylla ammunitionsförrådet och på så sätt undvika att skeppet fick än större skador från detonation i det förrådet.
Harvey omkom dock i samband med en brand ombord samma dag och begravdes till havs. För sina hjältemodiga insatser vid Skagerrakslaget förlänade Georg V av Storbritannien Harvey Victoriakorset postumt den 29 november 1916. Medaljen gavs under ceremonin till Harveys änka Ethel.